# هانس-فيرنر موسر
هانس-فيرنر موسر (بالألمانية: Hans Werner Moser)‏ هو مدرب كرة قدم ولاعب كرة قدم ألماني في مركز الدفاع، ولد في 24 سبتمبر 1965 في كوزل في ألمانيا. شارك مع منتخب ألمانيا الوطني لكرة القدم تحت 15 سنة ‏ ومنتخب ألمانيا تحت 18 سنة لكرة القدم ومنتخب ألمانيا تحت 21 سنة لكرة القدم. أما مع النوادي، فقد لعب مع فاتنشايد 09 ونادي كايزرسلاوترن ونادي هامبورغ.

## وصلات خارجية
- هانس-فيرنر موسر على موقع قاعدة بيانات كرة القدم.إي يو (الإنجليزية)
- هانس-فيرنر موسر على موقع بيانات كرة القدم. دي إي (الألمانية)
- هانس-فيرنر موسر على موقع عالم كرة القدم.نت (الإنجليزية)